# Xysticus gallicus
Xysticus gallicus es una especie de araña cangrejo del género Xysticus, orden Araneae. Fue descrita científicamente por Simon en 1875.

## Distribución geográfica
Se distribuye por Europa, Turquía, Cáucaso e Irán.